# フルン湖
座標: 北緯48度58分23秒 東経117度26分08秒 / 北緯48.97306度 東経117.43556度
フルン湖（フルン-こ、モンゴル語：ᠬᠥᠯᠥᠨ
ᠨᠠᠭᠤᠷ　転写：Hölön naɣur、Хөлөн нуур、呼倫湖、簡体字: 呼伦湖、繁体字: 呼倫湖、拼音: Hūlún Hú）は、中華人民共和国内モンゴル自治区北東部フルンボイル市にある大きな淡水湖。モンゴル語でダライ・ノール（Далай нуур、簡体字: 达赉湖、繁体字: 達賚湖）ともいう。
湖の長さは約90キロメートル、幅は約30キロメートルで、面積は2,339平方キロメートル。内モンゴルでは最大、中国でも五本の指に入る大きな淡水湖である。

## 水系
フルン湖はフルンボイル（ホロンバイル）草原の只中にあり、モンゴル国東部から内蒙古へ向けて流れてくるヘルレン川が湖の南側に、中国・モンゴル国境のボイル・ノール（貝爾湖）から流れてきた烏爾遜河（ウルソン川、オルチュン・ゴル）が湖の東側に注ぐ。フルンボイルという地名は、フルン・ノールとボイル・ノールの二つの湖に由来する。フルン湖の湖岸は平坦で石や砂に覆われている。水深は、雨量にもよるが平均して6メートルから9メートルほどである。11月上旬には凍結し、5月初旬に氷が溶ける。氷の厚さは1メートル以上に達する。
フルン湖は通常は出口のない湖でヘルレン川は内陸水系になっているが、雨量の多い年にはフルン湖の北部から水があふれ、扎蘭鄂羅木河（あるいは達蘭鄂羅木河）と呼ばれる河道を通り、30キロメートル離れたアルグン川へ合流している。

## 産業と環境

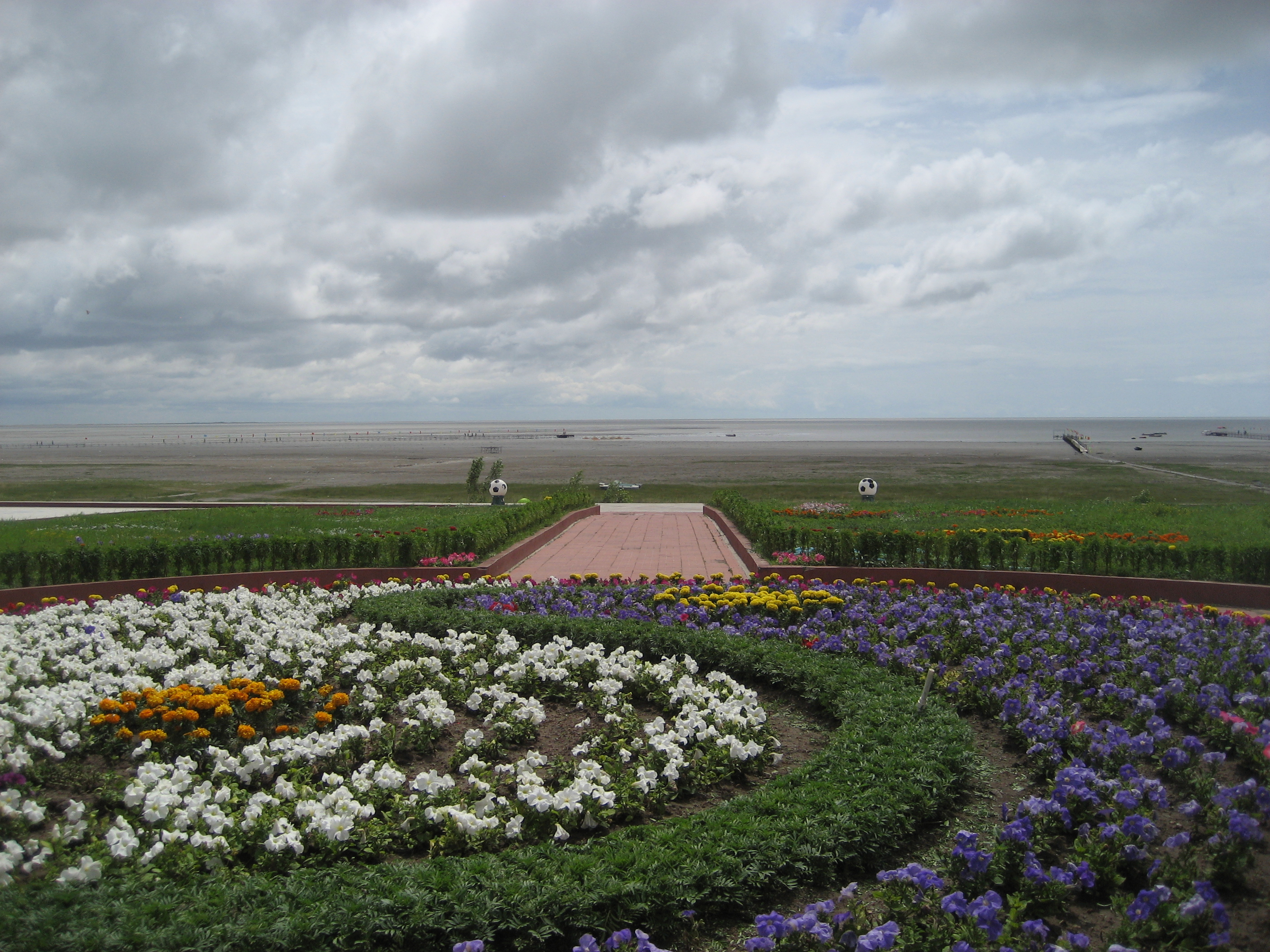
フルン湖を見下ろす庭園

古くから漁業が行われ、中国でも指折りの内陸漁業の盛んな湖である。1995年には年間水揚量は7,000トンほどであった。さらにエビが100トン、ザリガニが150万匹、真珠が4キログラム水揚げされた。また観光も盛んで、北京や上海などからの夏の旅行先にもなっている。観光の拠点となる、湖周辺で最大の街は満洲里市である。
湖には魚などの水生生物のほか、ツルやハクチョウをはじめとする水鳥も多数生息する。周辺部の草原にはシバムギモドキなどが多く生え、モウコガゼル、ノガンなどが生息している。フルン湖の環境を守るための取組みには、1986年に設けられたダライ湖自然保護区（達賚湖自然保護区）がある。これは1992年には国家級自然保護区に格上げされた。1994年3月29日にはモンゴル・中国・ロシアの三カ国の政府が、中国のダライ湖自然保護区、モンゴルのダウール自然保護区、ロシアのダウールスク自然保護区という隣接し合う自然保護区を合わせて「CMRダウール（達烏爾）国際自然保護区」を共同で設置することになった。2002年にはダライ湖自然保護区はユネスコの生物圏保護区とラムサール条約に登録されている。
しかし、気象の変動や人為的な経済活動の影響で、フルン湖の生態環境は悪化し、水が減って水域面積も縮小している。

## 歴史と呼称

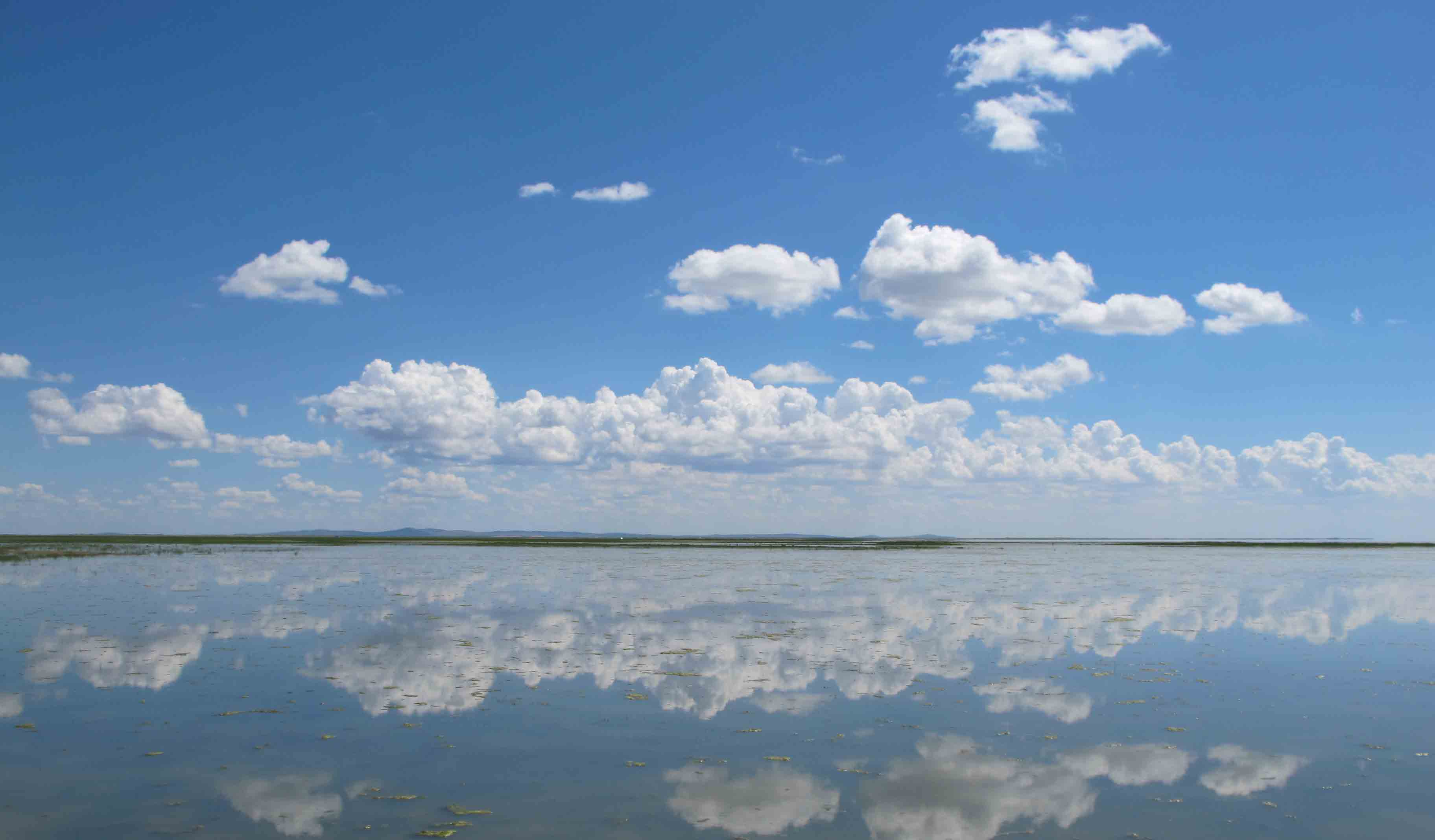
フルン湖（2010年）

フルン湖周辺には先史時代より人類が居住してきた。中国の記録にもフルン湖は記されている。『山海経』では「大澤」という名で記載され、唐代には「倫泊」、遼代および金代には「栲栳濼」、元代には「闊連海子」、明代には「闊灤海子」、清代には「庫楞湖」と書かれてきた。
『元朝秘史』では「コレン湖（コレン・ナウル）」闊連納浯児 Kölen〜Külün Na'ur と呼ばれ、また本文中に「ブユル（ブイル）湖とコレン湖」とあり、流入するウルソン川を遡って南に隣接するブイル湖とともに並記されている。また両湖を繋ぐウルソン（ウルシウン）川にはタタル部族の一派であるアイリウト、ブイリウトと呼ばれる氏族が本拠地としていたことが述べられており、チンギス・カンによるモンゴル高原統一以前のフルンボイル地方はおおよそタタル部族の本拠地だったことが伺われる。モンゴル高原統一後、チンギス・カンは領土を諸弟・諸子を右翼・左翼に別けておのおのウルスを領土として分封しているが、フルンボイル地方を中心とする大興安嶺西麓は東方三王家と通称されるジョチ・カサル、カチウン、テムゲ・オッチギンら左翼を担うチンギス・カンの弟たちに分与された。1221年4月に、チンギス・カンの招聘に応じた全真教の長老・丘処機が、フルン湖近くに幕営していたテムゲ・オッチギンのもとを訪れ歓待を受けており、テムゲ・オッチギン家の所領はこのフルンボイル地方一帯であったと現在有力視されている。
現地のモンゴル族は「ダライ・ノール（達頼諾爾）」（海のような湖）と呼んできた。フルン・ノール（呼倫湖）は比較的新しい名称で、「フルン」はモンゴル語でカワウソを指す。近くにあるボイル・ノール（貝爾湖）の「ボイル」は「オスのカワウソ」を意味し、両方ともカワウソが多く棲んでいたことからきている。